# 结城昭二
结城昭二（日语：／ Yūki Shōji，1950年8月27日—），日本男子篮球运动员，毕业于中央大学。中央大學畢業後，即進入住友金屬公司任職；從高中時代即為籃球選手而展露頭角，在大學時就獲選為國家代表隊。他曾參加亞洲世界大學運動會，並代表日本参加1976年夏季奥运会男子篮球比赛，為活躍的亞洲射手。他于1981年退役，退役后擔任國家代表隊的教練，並擔任NBA解说，特別是在日本NHK衛星電視轉播中，以球員的觀點來分析，其解說已被公認為最淺顯易懂，而深受廣大觀眾的喜愛，并开展NBA相关的推广活动。